# Micro-région de Hatvan
La micro-région de Hatvan (en hongrois : hatvani kistérség) est une micro-région statistique hongroise rassemblant plusieurs localités autour de Hatvan.